# 假面騎士JUUGA VS 假面騎士OLTECA
《假面騎士JUUGA VS 假面騎士OLTECA》（日语：仮面ライダージュウガ VS 仮面ライダーオルテカ）是特摄片《假面騎士REVICE》的外傳作品。

## 本作特色
- 2022年8月，東映特攝粉絲俱樂部（簡稱TTFC）在推特上發佈消息，指如果推特官網追蹤人數超過十萬，便會宣佈開始製作本部外傳，結果隔月這項計劃成真。[2][3]
- 本作為曾經擔任多名假面騎士的替身演員渡邊淳首次擔任導演的假面騎士系列作。
- 本作是以本篇中都曾變身過「假面騎士DEMONS」，並曾在劇中與主角方對立過的喬治·狩崎（濱尾範高）與歐魯特卡（關隼汰）為主演的作品。
- 飾演《假面騎士Drive》中追田現八郎的演員井俁太良繼《假面騎士REVICE The Mystery》中客串演出後，再次於《假面騎士REVICE》系列的相關作品中客串登場。
- 本作邀請到同樣於《假面騎士Drive》中飾演澤神凜奈的演員吉井憐參與演出。[4]
- 曾出演《超級戰隊系列》第40作《動物戰隊獸王者》「獸王世界 / 門藤操」的演員國島直希於本作中客串演出。

### 各作品關聯性
- 本作時間點位於外傳《REVICE Forward 假面騎士LIVE&EVIL&DEMONS》之後。[5]
- 本作與《假面騎士REVICE The Mystery》有著劇情上的關係。

## 故事概要
為了從父親真澄的老朋友，並曾經協助開發JUUGA驅動器的研究員——高田唱那裡得到建議，而前往其實驗室進行拜訪的喬治·狩崎。但是，從高田所展示的影片中，讓狩崎目睹了已經從收容所那裡逃脫的歐魯特卡的身影……！

## 用語
全人類假面騎士化計劃
原文： / Project of Humanity as Kamen Rider
由喬治·狩崎發起的一項軍事計劃，目的是藉由JUUGA驅動器的量產以及進化的可能性，讓全世界人類能夠使用，但現目前民眾的反對聲浪不斷。

## 登場角色

#### 《假面騎士REVICE》
喬治·狩崎（じょーじ・かりざき）（濱尾範高飾）
假面騎士JUUGA的變身者，青鳥的天才科學家，騎士系統的開發者。
於本作中出戰腕龍·死囚而獲勝後不久，因JUUGA驅動器短暫故障而未能追擊罪惡印章的持有者，因此為了升級驅動器的力量而找上澤神凜奈，但事與願違，直到將因廣見而造成的誤會澄清後才如願。
在揭穿高田唱的陰謀後，與歐魯特卡正面交戰結果大勝。
歐魯特卡（關隼汰飾）
假面騎士OLTECA的變身者，前死亡之徒的幹部之一。
於本作中因謎之怪人的協助而逃離收容所，並試圖再創新生死亡之徒，向喬治·狩崎宣戰，期間還找上澤神凜奈並請求其協助強化DEMONS驅動器的力量。
過後為了配合高田唱的陰謀而假裝挾持對方，在高田的陰謀敗露後，便與狩崎正面交戰，結果大敗而再次被逮捕，雖然因上述事件而勉強減輕刑罰，但不久又再次逃脫。
夏木花（なつき・はな）（椛島光飾）
前死亡之徒的女王，現青鳥的成員。
於本作中為了引誘逃獄的歐魯特卡出現，而僱用他人偽裝成新生死亡之徒的信徒。
玉置豪（たまき・ご）（八條院藏人飾）
前死亡之徒的幹部之一，現青鳥的成員。
於本作中奉命埋伏歐魯特卡並將其逮捕，但被歐魯特卡的謊言欺騙而錯失機會。
門田廣見（かどた・ひろみ）（小松準彌飾）
青鳥的行動隊長。
自上次的事後就與追田現八郎有所往來，卻也因此被澤神凜奈誤會為其偷情對象，因此被喬治·狩崎找來澄清誤會。
於本作中打電話通知喬治·狩崎關於歐魯特卡越獄一事。

#### 《假面騎士DRIVE》
澤神凜奈（ざわかみ・りんな）（吉井憐飾）
電子物理研究學家，也是泊進之介/假面騎士Drive的同伴。
於本作中因發現疑似是丈夫追田現八郎的偷情對話紀錄而一氣之下搬到自己的研究所暫居，此後先後被歐魯特卡和喬治·狩崎找上門協助，分別強化DEMONS驅動器和JUUGA驅動器的力量，但一度因喬治·狩崎不斷地提到與追田現八郎的關係，導致正在氣頭上的她只願意接受前者的請求，直到誤會被澄清後才接受後者的請求。
之後更將經過她改良過的變色龍和渦蟲罪惡印章分別交給歐魯特卡和喬治·狩崎使用。
追田現八郎（おった・げんはちろう）（井俣太良飾）
警視廳搜查一課的警部補，也是泊進之介/假面騎士Drive的同伴。
於本作中自上次的事件後就與廣見有過無數次來往，然而兩人交流的通訊對話卻被凜奈誤會為偷情紀錄而被落得獨守空閨的田地。
之後因凜奈知曉一切都是誤會後，夫妻關係又再次如膠似漆。

### 本作登場角色
高田唱（今井靖彥、岡田和也（年輕）飾）
已故科學家狩崎真澄的朋友，曾協助過喬治·狩崎開發過JUUGA驅動器。
實際上他是協助歐魯特卡逃離拘留所的幕後黑手，原因是27年前因被狩崎真澄無端端辭退而不甘心，所以多年來靠著不正當的手段排除他人來上位，才得以接近喬治·狩崎，並開始策劃一切 ，結果其行徑早已被對方看穿，事跡暴露後加上對其計劃一知半解的歐魯特卡在一旁見死不救的情況下，被喬治擊敗並與助手們一同被青鳥逮捕歸案。

## 本作登場假面騎士

### 假面騎士JUUGA
變身者：喬治·狩崎（替身演員：小森拓真、CV：濱尾範高）
原文： / Kamen Rider JUUGA
名稱由來：「十（ジュ）」 + 「空我（クウガ）」的拼音合成詞。
形態
| 形態名稱         | 簡介 | 外觀                     | 能力 | 必殺技 |
| Default 基本形態 | JUUGA DRIVER 搭配 Juuga Vistamp 變身的形態，為假面騎士JUUGA的基礎形態。 本篇第47話初登場。 身高：204.9cm 體重：120.8kg 拳擊力：92.5t 踢擊力：240.6t 跳躍力：188.6m 行動速度：100m / 0.6秒。 | 全身以黑、金、黃色為主。 | 集結10種生物之力。 胸前裝甲具有猛獁象基因組的能力產生強大防禦能力。 肩部能展開特殊能量力場來再現鷲基因組的飛行能力和巨齒鯊基因組的高速游泳能力。 腕部能藉由腕龍基因組的能力自由變化來改變攻擊範圍，以金剛基因組來發揮強大的腕力。 前腕裝甲能產生獅子基因組銳利的灼熱之爪進行連擊，以及螳螂基因組使用手刀來釋放劍氣的能力。 腿部同時具有翼龍基因組的超加速能力和胡狼基因組的立體機動力。 腳部裝甲具有暴龍基因組的能力，能使出兇猛的踢擊力。 | Impulse Genome Finish 原文： 使用翼龍和胡狼基因組能力以超加速狀態攻擊目標。 或者是使用暴龍基因組能力，在腳上顯現暴龍頭部能量體使出如暴龍咬碎般的踢擊。 Crush Genome Finish 原文： 以手部產生龍卷風和劍氣攻擊。 Powered Genome Finish 原文： Juuga Amazing Finish 原文： 該形態所屬的必殺技（騎士踢）。 或者是展開翅膀讓全身著火對目標突擊後，顯現腕龍頭部能量體攻擊並接續顯現猛獁象腿部能量體進行踩踏。 |

### 假面騎士OLTECA
變身者：歐魯特卡（替身演員：高田將司、CV：關隼汰）
原文：仮面ライダーオルテカ / Kamen Rider OLTECA
名稱由來：變身者原作為反派的名稱。
形態
| 形態名稱                   | 簡介 | 外觀                     | 能力                                                                                                   | 必殺技                                                |
| Kraken Genome 克拉肯基因組 | 原文： DEMONS DRIVER 搭配 Kraken Vistamp 變身的形態，為假面騎士OLTECA的基礎形態。 身高：206.8cm 體重：99.2kg 拳擊力：55.4t 踢擊力：108.0t 跳躍力：62.1m 行動速度：100m / 1.6秒。 | 全身以綠、黑、白色為主。 | 擁有克拉肯基因情報的能力。 右肩的8根伸縮自在的觸手，可伸長以便捕捉敵人，也可噴射墨汁來擾亂敵人的視線。 | Demons Finish 原文： 該形態所發動的必殺技（騎士踢）。 |

Dominate up
| 形態名稱                           | 簡介 | 外觀                     | 能力 | 必殺技                                               |
| Chameleon Genomix 變色龍基因組混合 | 原文： 變身狀態下對 DEMONS DRIVER 使用 Chameleon Vistamp 進行武裝後的姿態。 身高：206.8cm 體重：103.5kg 拳擊力：58.2t 踢擊力：108.0t 跳躍力：60.7m 行動速度：100m / 1.6秒。 | 全身以綠、黑、白色為主。 | 可在召喚武器上將變色龍基因情報的能力武裝化。 裝備假面騎士Mach的武器「前輪射手」，能發射墨水狀的能量子彈進行戰鬥，也能使用武器上的小型輪胎「Zenrin Striker」進行近距離戰鬥。 | Demons Finish 原文： Chameleon Demons Requiem 原文： |

## 本作登場道具

### 變身道具
- JUUGA驅動器

原文： /  JUUGA DRIVER 
CV：堀川亮
喬治·狩崎以不使用惡魔之力也不會對人體產生負荷的方向所研發，並經由改造奇美拉驅動器所完成，號稱「人類最強的驅動器」的道具，也是假面騎士JUUGA的變身腰帶。
在啟動印章插入插槽後，向右扳下就能進行變身，而在變身的狀態下將驅動器上的印章向右扳下1 - 4次來發動基因組必殺技。
印章啟動音效為：「★★！」；待機音效為：「Come On！◆◆！」
使用JUUGA罪惡印章變身音效為「Scramble! Jusshu no idenshi, Tsuyoki kokorozashi, Hazero, Hoero, Chouetsu seyo! Kamen Rider JUUGA! Go Over!（スクランブル！十種の遺伝子、強き志、爆ぜろ、吠えろ、超越せよ！仮面ライダージュウガ！Go Over！）」
使用其他罪惡印章變身音效為：「Buddy up（バディアップ）！■■！I'm a Super Rider！」
1 - 3次必殺技音效為「Impulse / Crash / Powered Genome Edge!（インパルス / クラッシュ / パワードゲノムエッジ！）」；第4次必殺技音效為「Amazing Finish!（アメイジングフィニッシュ！）」
在腰帶左側感應平成、令和騎士和1號形象的罪惡印章後，再次將印章向右扳下來發動必殺技，感應印章後的音效為「Absorb! ⚫⚫! （アブゾーブ！⚫⚫！）」，必殺技音效為「★★！⚫⚫⚫⚫Attack! 」
在腰帶左側感應其他一般罪惡印章後，再次將印章向右扳下來發動必殺技，感應印章後的音效為「Absorb! Rider! （アブゾーブ！ライダー！）」，必殺技音效為「Genome Cross Attack!」
在腰帶左側感應強化形態罪惡印章後，再次將印章向右扳下來發動必殺技，感應印章後的音效為「Absorb! Extra! （アブゾーブ！エクストラ！）」，必殺技音效為「Ultimate Flash!」
在腰帶左側感應2個以上罪惡印章後，再次將印章向右扳下來發動必殺技，必殺技音效為「Ultimate Chimera Attack!」

### 罪惡印章（Vistamp）
Vistamp一覽 
| 英文名稱  | 日文名稱   | 中文名稱 | 對應假面騎士       | 音效 | 能力                           | 備註                                                          |
| --------- | ---------- | -------- | ------------------ | --- | ------------------------------ | ------------------------------------------------------------- |
| Juuga     | ジュウガ   | JUUGA    | 《假面騎士JUUGA》  | 待機音效「Rex! Megalodon! Eagle! Mammoth! Ptera! Lion! Jackal! Kong! Kamakiri! Brachio!（レックス！メガロドン！イーグル！マンモス！プテラ！ライオン！ジャッカル！コング！カマキリ！ブラキオ！）」 變身音效「Tokusa no idenshi, tsuyoki kokorozashi! Great! Amazing! Wonderful! Kamen Rider over 9! （十種の遺伝子、強き志！Great！Amazing！Wonderful！仮面ライダー over 9！）」 合體變身音效「Ultimate Chimera Attack! （アルティメット！キメラ！アタック！）」 | 變身成假面騎士JUUGA。          | 喬治·狩崎以收集到的十枚罪惡印章之力所另外開發出的印章型道具。 |
| Kraken    | クラーケン | 克拉肯   | 《假面騎士OLTECA》 | 待機音效「Ku! Ku! Kraken!（ク！ク！クラーケン！）」 變身音效「Cry climb! Dead crisis! Kraken! （クライクライム！デットクライシス！クラーケン！）」 合體變身音效「Hissatsu! Broken! Kraken! （必殺！ブロークン！クラーケン！）」 | 變身成假面騎士OLTECA。         | 存放克拉肯遺傳基因情報和假面騎士OLTECA形象的印章型道具。      |
| Octopus   | オクトパス | 章魚     | 《假面騎士Drive》  | 待機音效「Octo! Octopus!（オクト！オクトパス！）」 變身音效「Oku kara shokkaku! Okurezu shuppatsu! Octopus! Hito kkarami tsukiaeyo! （奥から触覚！遅れず出発！オクトパス！ひとっ絡み付き合えよ！）」 合體變身音效「Hissatsu! Isshoku Sokuhatsu! Octopus! （必殺！一触即発！オクトパス！）」 | 轉換形態成章魚基因組。         | 存放章魚遺傳基因情報和假面騎士Drive形象的印章型道具。         |
| Chameleon | カメレオン | 變色龍   | 《假面騎士Mach》   | | 假面騎士OLTECA：召喚前輪射手。 | 存放變色龍遺傳基因情報和假面騎士Mach形象的印章型道具。        |
| Planarian | プラナリア | 渦蟲     | 《假面騎士Chaser》 | | 轉換形態成渦蟲基因組。         | 存放渦蟲遺傳基因情報和假面騎士Chaser形象的印章型道具。        |

## 本作登場怪人
人型基夫特使
原文： / Homo Gifftex
身高：不明
體重：不明
特色 / 能力：波動和光線攻擊 / 再生能力
高田唱將僅剩的一顆基夫之瞳吸收進人體後異變而成的惡魔。
除了能發射強大的波動和光線之外，還具有再生的能力。

## 樂曲
《ジョージ・狩崎のライダーシステム》（喬治·狩崎的騎士系統）
- 主唱：濱尾範高
- 作詞：藤林聖子
- 作曲：鳴瀬シュウヘイ

《いとしのFrenemy》（親愛的亦敵亦友）
- 主唱：濱尾範高、關隼汰
- 作詞：瀧尾沙
- 作曲：tatsuo

## 演員
- 喬治·狩崎 - 濱尾範高
- 歐魯特卡 - 關隼汰
- 五十嵐一輝 - 前田拳太郎
- 五十嵐大二 / 陽炎 - 日向亘
- 五十嵐櫻 - 井本彩花
- 夏木花 - 椛島光
- 玉置豪 - 八條院藏人
- 門田廣見 - 小松準彌
- 澤神凜奈 - 吉井憐
- 追田現八郎 - 井俣太良
- 高田唱 - 今井靖彦
- 齊川勇生 - 國島直希[注 12]
- 春山道瑠 - 秋田知里[注 13]
- 高田唱 （過去） - 岡田和也
- 狩崎真澄（過去） - 高橋健介

### 聲演
- 腕龍死囚 - 渡邊龍成

## 製作人員
- 原著 - 石之森章太郎
- 導演 - 渡邊淳
- 劇本 - 内田裕基
- 動作導演 - 渡邊淳

## 外部連結
- 東映特撮ファンクラブ （页面存档备份，存于）（日語）

## 相關資料